# 畢聞慰
畢 聞慰（ひつ ぶんい、469年 - 525年）は、北魏の官僚。字は子安。本貫は東平郡須昌県。

## 経歴
畢衆愛の子として生まれた。父の鉅平侯の爵位を嗣いだが、太和年間に伯に降格された。泰山郡太守に任じられ、入朝して尚書郎・兗州中正となり、威遠将軍の号を加えられた。徐州平東府長史として出向し、彭城国内史を兼ねた。永平年間、中散大夫に転じ、龍驤将軍の号を加えられた。512年（延昌元年）、清河国内史に任じられたが、病のため辞任した。後に龍驤将軍・中散大夫に復職した。さらに広平国内史を代行した。520年（正光元年）、相州刺史の中山王元熙が元叉を討つべく起兵したが、聞慰は元熙の使者を斬り、兵を出すのを拒んだ。このため元叉により、持節・平東将軍・滄州刺史に任じられた。後に平東将軍のまま散騎常侍・東道行台となった。まもなく安楽王元鑑の下で都督軍司となった。525年（孝昌元年）春、徐州刺史の元法僧が反乱を起こすと、聞慰は元鑑とともに元法僧を攻撃し、敗れて洛陽に逃げ帰った。敗戦の罪を糾弾されたが、赦免を受けた。この年のうちに死去した。享年は57。散騎常侍・安東将軍・兗州刺史の位を追贈された。諡は恭といった。

## 子女
- 畢祖彦（488年 - 537年、字は脩賢。侍御史から元法僧の監軍となり、元法僧が叛くと従って南朝梁に入った。永安年間に北魏に帰り、中書侍郎に任じられ、鉅平伯の爵位を嗣いだ。中軍将軍・光禄大夫の位を受けた）
- 畢哲（永安末年に秘書郎）

## 伝記資料
- 『魏書』巻61 列伝第49
- 『北史』巻39 列伝第27